# Learning management system
Een learning management system (LMS) is een computerprogramma.

## Omschrijving
Het LMS-programma vormt een platform dat ondersteuning biedt bij het selecteren, volgen en geven van opleidingen. Een LMS kan gebruikt worden binnen een bedrijf om bij te houden welke werknemers welke scholing hebben gevolgd, volgen, of zullen volgen. Resultaten van de scholing kunnen worden gekoppeld aan bijvoorbeeld functiebeoordelingen. Werknemers kunnen via een LMS soms ook opleidingen kiezen en contracteren. Hierbij niet te verwarren met een elektronische leeromgeving (ook wel Course Management System genoemd). Daar waar een LMS de organisatie van het totale opleidingsaanbod ondersteunt, ondersteunen ELO's de organisatie van het leren binnen een opleiding.

## Soorten
Er zijn vele soorten van Learning Management Systemen en de functionaliteit en de toepassing verschilt sterk per systeem. Zo worden de zeer uitgebreide commerciële systemen vooral gebruikt binnen grote bedrijven en multinationals. De afgelopen jaren zijn ook opensourcesystemen zoals Moodle, Dokeos of Chamilo populair, vooral bij universiteiten. Ook deze systemen zijn zeer uitgebreid en de keuze voor een opensource- of niet-opensourcesysteem ligt vaak in de overweging of men technische ondersteuning en ontwikkeling intern kan bieden.

## Plaats in de organisatie
Een LMS wordt vaak ingezet als ondersteunend systeem van bedrijfsopleidingen, door de afdeling "Personeel en Organisatie" of humanresourcemanagement. Indien gekoppeld aan een systeem voor personeelsadministratie kan het gebruikmaken van de gegevens van medewerkers. Voordeel voor het management is dat het een overzicht geeft van het opleidingsniveau en de kosten van scholing en daarnaast een hulpmiddel is bij het inplannen van de middelen voor het volgen en geven van opleidingen. Ook kan een LMS soms uitgebreide rapportages opleveren, bijvoorbeeld over benutting van het opleidingsbudget van een organisatie of het verloop van opleidingstrajecten en certificering van medewerkers.
Binnen een universiteit kunnen de opleidingen voor de studenten in verschillende studierichtingen nauwkeurig worden gedefinieerd en gevolgd. Door studiekeuze en resultaten van studenten nauwgezet te volgen kan de universiteit haar onderwijspolitiek beïnvloeden en aanpassen.

## Koppeling met andere systemen
Het LMS kan eventueel gekoppeld worden aan andere systemen, zoals een personeelsadministratie of een boekhoudprogramma. Het LMS kan een relatie hebben met een Learning content management system, die het beheer van de leerstof in een organisatie ondersteunt. Soms is het beheer van content in het LMS zelf ingebouwd.
Binnen een uitgebreid LMS kunnen zowel digitale leermiddelen, zoals Web based trainingen en Virtual Classroom sessies, als klassikale opleidingen worden aangeboden. Bij de eerste regelt het wie toegang heeft tot welke trainingen, voor de tweede organiseert zij de beschikbaarheid van cursusplaatsen en noodzakelijke middelen zoals lokalen en docenten. Voor beiden ondersteunt zij het boekingsproces, het verkrijgen van toestemming en het eventuele in rekening brengen van de trainingen bij de medewerker of bij de onderneming.
Een voordeel van een LMS is de omschakeling van een transactiegeoriënteerde opleidingsorganisatie naar een aanbodgerichte opleidingsorganisatie. In de eerste vorm leidt elke aanvraag voor een opleiding tot een administratieve afhandeling. In de aanbodgerichte opleidingsorganisatie wordt de hoeveelheid administratieve handelingen bepaald door de grootte van het aanbod van opleidingen en worden de aanvragen of inschrijvingen automatisch afgehandeld.